# Religião de mistérios
Religião de mistério ou mistérios é uma forma de religião com arcanos, ou um corpo de conhecimento secreto. Nela, há um conjunto central de crenças e práticas de natureza religiosa que são reveladas apenas aos iniciados em seus segredos.
As religiões de mistérios eram comuns na Antiguidade, sendo exemplos delas os mistérios de Elêusis, o orfismo, o pitagorismo, o culto à Ísis, o culto a Mitra e os gnósticos. Nos tempos modernos, algumas das religiões de mistérios praticadas são o rosacrucianismo e a religião dos drusos.

## Elementos comuns às religiões de mistérios
Os Mistérios eram, em todos os países nos quais eram praticados, uma série de representações dramáticas, onde a cosmogonia e a natureza oculta eram personificadas por sacerdotes e neófitos, desempenhando o papel de diferentes deuses e deusas, repetindo alegorias (cenas) de passagens de suas vidas. As encenações eram posteriormente explicadas aos candidatos em seu sentido oculto e incorporadas às doutrinas filosóficas e a vida cotidiana.
Os iniciados recorriam a um conjunto de práticas como o jejum, a flagelação, o sacrifício de animais (como o touro ou os porcos) ou o raspar da cabeça.
O sacerdócio que estava ligado aos Mistérios não tinha uma estrutura rígida, sendo na sua maioria constituído por mulheres.

## Os mistérios na Grécia Antiga

### Mistérios de Elêusis
Um dos mistérios mais importantes da Grécia Antiga eram os Mistérios de Elêusis. A origem deste culto é desconhecida, tendo sido proposta uma proveniência egípcia, cretense, tessálica ou trácia.
Segundo o mito, que se conhece através do "Hino a Démeter" atribuído a Homero, Hades, divindade do mundo subterrâneo, desejava ter uma esposa, tendo raptando uma jovem chamada Perséfone. A sua mãe, Démeter, desesperada pelo desaparecimento da filha percorreu toda a terra à procura dela. Démeter acabaria por se fixar  em Elêusis, localidade situada na Ática, entre Atenas e Mégara, onde tomou a forma de uma idosa. Nesta forma humana, a deusa travaria conhecimento com as filhas de Celeu, chefe local, e com a mãe destas, Metaneira. Esta convidou-a ser ama de um dos seus filhos, uma criança que estava doente. Démeter aceitou e graças aos seus cuidados a criança melhorou. De acordo com o relato, a deusa realizava no menino tratamentos místicos com ambrósia e fogo, que lhe concederiam a imortalidade se não tivessem sido interrompidos por Metaneira. Uma noite Metaneira espreitou a deusa durante a realização dos tratamentos e gritou por ver fogo sobre o filho. Démeter decidiu então revelar a sua identidade aos homens e exigiu a construção de um templo dedicado a si em Elêusis, onde ensinaria aos homens os seus ritos.
Entretanto, Démeter tinha recusado realizar os seus deveres de deusa agrícola e uma grande fome abateu-se sobre a terra. Hades foi obrigado a soltar Perséfone, mas uma vez que esta tinha consumido uma semente de romã não poderia voltar completamente a viver na terra junto da mãe. Uma solução de compromisso seria alcançada: Perséfone passaria um terço do ano com Hades e o resto com a sua mãe. Satisfeita, Démeter permitiu que a terra voltasse a produzir o trigo.
As celebrações decorriam todos os anos em Setembro, sendo antecedidas pelo envio de mensageiros especiais a todas as cidades que proclamavam uma trégua sagrada de quarenta e cinco dias e solicitavam o envio de delegações oficiais. Começavam na Ágora de Atenas, onde se reúnia o povo que desejava participar. No Pórtico das Pinturas, o arconte rei realizava uma declaração na qual afirmava que só poderiam prosseguir até Elêusis aqueles que tivessem fala intelegível e as mãos limpas. Depois de tomarem um banho ritual no mar e sacrificarem porcos, os peregrinos deixavam Atenas e caminho de Elêusis percorrendo a Estrada Sagrada.
Em Elêusis, depois de um dia de descanso e de purificações, decorriam as cerimónias no interior de um recinto denominado telestérion. Não se sabe o que acontecia dentro do telésterion, devido ao secretismo a que os participantes estavam obrigados. Pode-se contudo afirmar que havia coisas feitas, coisas mostradas e coisas ditas.

### O culto dionisíaco
O culto de Dioniso datava da época micénica, sendo talvez originário da Trácia. Dioniso era entre os Gregos uma divindade associada à fecundidade e ao vinho.
O seu culto não tinha um santuário fixo, sendo praticado onde quer que existisse um grupo de adoradores do deus. Esses adoradores eram na sua maioria mulheres, sendo designadadas como Ménades ou Bacantes.
Durante o inverno, as Bacantes, descalçadas e vestidas com roupas leves, com peles de gamos sobre os ombros, subiam às montanhas cobertas de neve para se entregarem a danças agitadas. Estas danças frenéticas forneciam aos adeptos um sentimento de liberdade e força, sendo atribuído às Bacantes actos impressionantes, como desenraizar árvores. Levavam consigo um bastão - denominado tirso - envolto com heras e encimado por uma pinha. As mulheres caçavam também animais que consumiam crus (omofagia), acreditando que com este acto adquiriam a vitalidade do Deus. Este parece ter sido o ponto principal do culto, embora também se especule que a promessa da imortalidade figurasse igualmente nele.
Os Gregos consideraram este culto nocivo e muitos governantes das cidades-estado tentaram bani-lo.

## Etimologia
A palavra "Mistérios" deriva do grego "muô", o ato de fechar a boca. Cada símbolo a eles relacionados tinham significados ocultos, uma vez que Platão e vários outros sábios filósofos da Antiguidade consideravam-nos altamente religiosos, morais e benéficos.